# Guillermo Alonso Pujol
Guillermo Alonso Pujol (1899-1973) fue un abogado y político cubano, vicepresidente de Cuba en el período 1948-1952 bajo la presidencia de Carlos Prío Socarrás. 

## Orígenes y primeros años
Nació el 10 de enero de 1899 en La Habana. Desde joven, se destacó por sus ideas conservadoras. Se graduó como doctor en Leyes (abogado) en la Universidad de La Habana. 
Tras graduarse, fue profesor de dicha universidad. Entre 1928 y 1933, fue juez de La Habana. En la década de 1930, la situación política de Cuba era muy agitada. Tras varios golpes de estado, revueltas, huelgas y presidentes interinos, se convocó para elecciones generales en el año 1936. 

## Vida política
Como parte de la preparación para dichas elecciones, se formaron varios partidos políticos nuevos. En dicho contexto, Alonso Pujol fundó el partido llamado Conjunto Nacional Democrático, de filiación conservadora. 
Como miembro de dicho partido, resultó elegido senador de la República en 1936, cargo que ocupó hasta 1948. Desde ese cargo, Alonso Pujol fue uno de los que votaron a favor de la destitución del presidente Miguel Mariano Gómez, en 1936.
En las elecciones de 1948, el nuevo partido de Alonso Pujol, el Partido Republicano (Conservador), fundado en 1943, en alianza con el llamado Partido Revolucionario Cubano Auténtico, resultó elegido vicepresidente de Cuba, bajo la presidencia del político “auténtico” Carlos Prío Socarrás. 
Durante dicho gobierno, en el período 1948-1952, Alonso Pujol estuvo ligado a múltiples escándalos de corrupción y fraudes. Sin embargo, Prío y Alonso Pujol no llegaron a terminar su mandato, pues fueron derrocados por el golpe de Estado militar del 10 de marzo de 1952, encabezado por el general Fulgencio Batista.

## Últimos años y muerte
Durante la dictadura de Batista (1952-1959), Alonso Pujol desapareció del ámbito público. Tras el triunfo de la Revolución cubana, encabezada por Fidel Castro, el 1 de enero de 1959, Alonso Pujol, como la mayoría de los políticos cubanos de la época, se exilió en los Estados Unidos.[cita requerida] Falleció por causas naturales en dicho país,[cita requerida] en 1973.